# فظيع
فظيع (بالإنجليزية: Abominable)‏ هو فيلم رسوم متحركة ومغامرة تم إنتاجه بواسطة دريم ووركس أنيميشن وPearl Studio. وقد كتبها وأخرجها جيل كولتون وكاري كيركباتريك وشارك في إخراجها تود ويلدرمان وتيم جونسون، وبرزت أصوات كلوي بينيت وألبرت تساي وتينزينغ نورجاي ترينور وإدي إزارد وسارة بولسون وتساي تشين وميشيل وونغ وداني تريخو. انتج بواسطة دريم ووركس انيماشن وبيرل ستوديو. يتبع الفيلم فتاة مراهقة تدعى يي، تصادف شابًا يتي على سطح مبنى شقتها في شنغهاي، وتطلق عليه اسم إيفرست وتشرع في مهمة ملحمية لجمع شمل المخلوق السحري مع عائلته في أعلى نقطة على وجه الأرض جنبًا إلى جنب معها. الصديقان المؤذيان جين وبينغ، لكن سيتعين على الثلاثي الأصدقاء البقاء متقدمًا بخطوة واحدة على بورنيش، وهو رجل ثري عازم على الاستيلاء على اليتي، وعالمة الحيوان الدكتورة زارا لمساعدة ايفرست في العودة إلى المنزل.
تم عرض الفيلم لأول مرة في مهرجان تورنتو السينمائي الدولي في 7 سبتمبر 2019، وتم إصداره بواسطة يونيفرسال بيكتشرز في الولايات المتحدة في 27 سبتمبر بينما قام بيرل ستوديو بتوزيع الفيلم في الصين. تلقى الفيلم تقييمات إيجابية بشكل عام من النقاد وحقق أكثر من 189 مليون دولار في جميع أنحاء العالم. في جنوب شرق آسيا، أثار الفيلم الجدل بسبب مشهد يتضمن خريطة للمنطقة مع ناين داش لاين، وهو خط ترسيم متنازع عليه تستخدمه الصين للمطالبة بجزء من بحر الصين الجنوبي. نتيجة لذلك، تم حظر الفيلم في العديد من البلدان المتورطة في نزاعات إقليمية مع الصين حول بحر الصين الجنوبي - وهي الفلبين وفيتنام وماليزيا. تم الإعلان عن مسلسل تلفزيوني متابع، فظيع والمدينة المخفية، لخدمة البث المباشر بيكوك في عام 2022.[بحاجة لمصدر]

## ملخص القصة
يتي شاب يهرب من مجمع في شنغهاي مملوك لرجل الأعمال الثري السيد بورنيش، الذي ينوي استخدامه لإثبات وجود اليتي للعالم. في هذه الأثناء، تعيش المراهقة يي مع والدتها وناي ناي (جدتها) في مبنى سكني. إنها تعيش حياة مزدحمة، وتتجاهل قضاء الوقت مع عائلتها وأصدقائها، مشجعة كرة السلة بينغ وابن عمه الشهير جين والدهاء التكنولوجي. يي أيضًا عازفة كمان، لكنها لم تعزف منذ وفاة والدها، حيث كان عازف كمان أيضًا.[بحاجة لمصدر]
في إحدى الأمسيات، صادفت يي اليتي بالقرب من منزلها الممتلئ على سطح مبنى شقتها في شنغهاي، وسمته «إيفرست». أثناء إخفائه من طائرات الهليكوبتر التابعة لشركة بورنيش، اكتسبت يي ثقته من خلال إطعامه باوزي وعلاج جروحه. تتعلم يي أن إيفرست يريد لم شمله مع عائلته على جبل إيفرست، بينما يتعرف إيفرست على رغبة يي في السفر عبر الصين وهو أمر لطالما أراده والدها. عندما اقتربت قوات الأمن الخاصة التابعة لـ بورنيش من مخبأ إيفرست، يهرب إيفرست مع يي. بعد الهروب بصعوبة من طائرة هليكوبتر مصقولة في برج لؤلؤة الشرق، يفر يي وإفرست على متن سفينة تحمل علب كولا حمراء، تبعهما بنغ وجين مترددًا. يصل يي وإفرست والصبية إلى ميناء في جنوب الصين ويسافرون على متن شاحنة.[بحاجة لمصدر]
بعد سقوط صندوقهم من الشاحنة، ينتهي بهم الأمر في غابة. هناك، يذهل إيفرست البشر بقواه الغامضة في تحفيز النمو بين نباتات التوت. في هذه الأثناء، يواصل السيد بورنش وعالم الحيوان الدكتور زارا البحث عن إيفرست. بعد مسار إيفرست وأصدقائه من البشر، قاموا باللحاق بهم في منطقة سيتشوان، حيث يستخدم إيفرست قوته لجعل النبات ينمو إلى حجم ضخم. بينما ينجح كل من يي وايفرست وبينغ في الهروب في تبادل لإطلاق النار في مهب الريح، يتم ترك Jin وراءه والتقاطه من قبل جون ليدر من شركة بورنيش. على الرغم من ادعاء د.زارا برعايتها للحيوانات، علمت جين أنها تخطط لمطاردة اليتي لبيعه.[بحاجة لمصدر]
يتعلم أيضًا أن السيد بورنيش الذي يبدو باردًا لديه بقعة ناعمة للحيوانات، بما في ذلك دوقة جيربوا ألبينو الأليف للدكتور زارا. تمكن من الهروب من المعسكر، وملاحقة الآخرين سيرًا على الأقدام. في هذه الأثناء، تصل يي وايفرست وبينغ إلى صحراء جوبي، حيث يصادقون العديد من السلاحف التي تقبل بامتنان إطلاق النار العملاق. في وقت لاحق، يسافرون إلى بلدة على ضفاف النهر الأصفر، حيث تحيط بهم شركة بورنيش. يساعدهم بانغ على الهروب من خلال إطلاق العنان لتدافع الياك. بمساعدة جين، هربوا عبر النهر الأصفر إلى حقل من الزهور الصفراء، مما تسبب في تحرك إيفرست مثل الأمواج، مما يخلق مسافة أكبر من مطاردهم. استمرارًا لرحلتهم، التي أدركتها يي أنها تعكس رحلة حلم والدها تمامًا، يصل البشر وإيفرست في النهاية إلى جبال الهيمالايا. وأثناء عبورهم للجسر، فإنهم محاصرون على الجانبين من قبل قوات شركة برنش إندستريز. ومع ذلك، يواجه السيد بورنيش تغييرًا في قلبه بعد رؤية ايفرست يحمي الأطفال، مما جعله يختبر الفلاش باك لأول لقاء له مع أنثى اليتي، والتي كانت تحمي صغارها.[بحاجة لمصدر]
لا تزال الدكتورة زارا تسعى لبيع إيفرست، وتقوم بحقن السيد بورنش بمهدئ قبل تهدئة إيفرست أيضًا. عندما حاولت يي حماية إيفرست، رمتها الدكتورة زارا فوق الجسر، ثم غادرت الجبل مع الأسير إيفرست وبنغ وجين. ومع ذلك، تمكنت يي من التشبث بحبل. ثم تستخدم كمانها، الذي أصلحه إيفرست بطريقة سحرية، لاستدعاء الجليد. هذا ينشط إيفرست، الذي يتحرر من قفصه. تحاول د. لحماية إيفرست واليتي من الإنسانية، وافق السيد بورنش على مساعدة يي وبنغ وجين في الحفاظ على سر وجوده. تواصل يي وبانغ وجين وايفرست الرحلة إلى جبل إيفرست، حيث يجمعون شمل إيفرست مع عائلته. بالعودة إلى المنزل في شنغهاي بمساعدة السيد بورنيش، وتقضي يي المزيد من الوقت مع والدتها وجدتها وبينغ وجين.[بحاجة لمصدر]

## وصلات خارجية
- فظيع على موقع IMDb (الإنجليزية)
- فظيع على موقع ميتاكريتيك (الإنجليزية)
- فظيع على موقع روتن توميتوز (الإنجليزية)
- فظيع على موقع قاعدة بيانات الأفلام العربية
- فظيع على موقع ألو سيني (الفرنسية)
- فظيع على موقع Turner Classic Movies (الإنجليزية)
- فظيع على موقع أول موفي (الإنجليزية)
- فظيع على موقع بوكس أوفيس موجو (الإنجليزية)
- فظيع على موقع فيلمافينيتي (الإسبانية)
- فظيع على موقع قاعدة بيانات الفيلم (الإنجليزية)